# 馬爾科·貝羅蒂
馬爾科·貝羅蒂（義大利語：Marco Belotti；1988年11月29日—）生於布雷西亚，是一位意大利游泳運動員。他擅長自由式。他代表意大利參加了2008年、2012年以及2016年夏季奧運會的游泳比賽。